# 沭城街道
沭城街道是中华人民共和国江苏省宿迁市沭阳县下辖的一个街道办事处，也是沭阳县人民政府驻地。区位独特，交通便捷。近邻徐州观音机场、连云港机场、涟水机场；距连云港港口仅120公里；新长铁路在镇内设有客、货运站，京沪高速公路在镇区设置有进出口和大型服务区；205国道和324、326、245省道穿镇而过；城区5大出口连接全县34个乡镇，通往四面八方。

## 历史
梁武帝天监五年（公元506年），置僮阳郡。东魏孝静帝武定七年（公元549年）改僮阳郡为沭阳郡。北周建德七年（578年）始定沭阳县名。县名沿用至今。
2013年7月16日，江苏省人民政府批复同意撤销沭城镇，以原沭城镇新桥、城北、建陵、西园、河南、孙巷、古城、南关、健康、东关、长庄、怀文、圩东、果园、南苑、中心、城南、河西18个居委会区域设立沭城街道办事处，街道办事处驻上海北路12号。

## 行政区划
沭城街道下辖以下村级行政区划单位：
健康社区、古城社区、西园社区、南关社区、南苑社区、城南社区、河南社区、建陵社区、新桥社区、东关社区、城北社区、怀文社区、圩东社区、孙巷社区、中心社区、长庄社区、河西社区和果园社区。

## 交通
城镇已是江苏北部重要的交通枢纽。 京沪高速、新长铁路及 205国道、 326省道穿境而过。 京沪高速在沭城设有出口和大型服务区；江苏20大港口之一的沭阳港紧靠城区。沭城距徐州国际观音机场120公里，距连云港白塔埠机场55公里。
- 新长铁路：设有客货站点沐阳站